# Musicanusok
A musicanusok ókori indiai nép, az Indus folyó alsó vidékén éltek. Földjük nagyon termékeny volt, Nagy Sándor keresztülvonult a területükön. Curtius Rufus és Sztrabón említi őket.